# Седамнаеста словеначка ударна бригада
Седамнеста словеначка ударна бригада „Симон Грегорчич” формирана је као Пета словеначка бригада, на основу наредбе Алпске оперативне зоне НОВ и ПО Словеније од 10. априла 1943. године од јединица Јужноприморског НОП одреда. Формирање је завршено почетком маја, када су се њени батаљони прикупили у рејону Толминских Равни, после похода преко Трновске и Шентвишке висоравни, у којима су водили тешке борбе против Италијана. После формирања бригада је имала три батаљона (један још није био у њеном саставу) са око 350 бораца. 

## Борбени пут бригаде

### Прва формација
Након борби против око 800 италијанских војника на Толминским Равнима почетком маја 1943, бригада се преко Мрзлог врха и села Крна пребацила до села Камна код Кобарида и ноћу 9/10. маја прешла Сочу. Приликом похода у Бенешку Словенију маја 1943. истакла се у тешким борбама против Италијана на планини Коловрату, Шпику и у рејону Дрнохле, одакле се после четири дана борбе у окружењу пробила на планину Мију. Боравак и дејство бригаде у Бенешкој Словенији били су веома значајни за јачање НОП-а у овој најзападнијој словеначкој етничкој територији. После повратка на леву обалу Соче, бригада је дуго дејствовала на подручју Трновског гозда; једна чета продрла је у Резију и акцијама против Италијана и политичким деловањем активрала народ за НОП. Бригада је такође рушила железничку пругу код Свете Луције (Мост на Сочи) 7/8. јуна, а 22. јуна уништила италијански камион с полицијом код Мрзле Рупе у Трновском гозду. Почетком августа 1943. са Шестом словеначком бригадом преформирана је у Трећу бригаду „Иван Градник”.

### Друга формација
После капитуалције Италије, наредбом Оперативног штаба за западну Словенију од 23. септембра, у Випавској долини, бригада је поновно формирана, састава три батаљона са око 700 бораца. После продора немачких снага у Випавску долину, крајем септембра, бригада организационо још није била довољно учвршћена и није имала потребно искуство, те је већим делом распршена. Почетком октобра поновно се прикупило 250-300 бораца. Дана 6. октобра, бриада је ушла у састав Горичке дивизије. Расформирана је крајем октобра, а њено људство додељено је Деветнаестој бригади „Сречко Косовел”, Горичкој бригади и јединицама команди места.

### Трећа формација
Наредбом Оперативног штаба за западну Словенију, 23. септембра 1943. формирана је Сочка бригада од четири батаљона с подручја Бенешке Словеније, Брда и толминског среза. Доласком нових бораца од ње су формиране три сочке бригаде. Приликом реорганизације јединица у Словеначком приморју 3. новембра, Прва сочка бригада добила је назив Седамнаеста словеначка, а од почетка децембра 1943. и име Симона Грегорчича. Бригада је имала четири батаљона са око 1100 бораца и до краја рата била је у саставу Горичке (касније Тридесете) дивизије.
У октобру је дејствовала у Бенешкој Словенији, до реке Надиже, и на комуникацијама у долини Соче, северно од Горице. У другој половини новембра поновно је водила тешке борбе против Немаца у Бенешкој Словенији, посебно на сектору Згорњи Требиљ, Отлица. У децембру су њена три батаљона дејствовала у Брдима, а Први батаљон, привремено у саставу Осамнаесте бригаде, на левој обали Соче, и северно од реке Баче.
После акција у долини Соче код Канала, Рочиња и Свете Луције 11/12. јануара 1944,  бригада се борила против немачких снага у рејону села Локве, Трново, Вогларји, 17-19. јануара, ноћу 2/3. фебруара напала је упориште Анхово и порушила пругу на два места у долини Соче. Затим се пребацила у Бенешку Словенију и продрла чак до Фурланије. Немци су за то време прикупили јаке снаге у источном делу Бенешке Словеније, Горици, Толмину и долини Соче. С њима је  бригада на повратку из Бенешке Словеније водила тешке борбе и крајем фебруара се уз знатне губитке пробила преко Соче на Бањишку висораван. Истакла се у борбама против Немаца код Идрије 1-10. априла и Ледина 11-13. априла, у другој половини маја у Випавској долини, уништењу немачко-домобранског упоришта Раздрто 5-6. јуна, рушењу мостова преко Соче код села Авча 14/15. јуна и наредне ноћи код Канала. Затим је дејствовала на комуникацијама у долини Соче између Горице и Свете Луције, у другој половини јула је учествовала у акцији Деветог корпуса НОВЈ у Пољанској долини, а 27-31. јула у тешким борбама против Немаца на сектору Трново, Локве. Поновно је 24.  августа продрла у Бенешку Словенију и Резију, и водила оштре борбе против јаких немачких снага. Мобилизацијом нових бораца на том подручју, бригада је почетком септембра нарасла на осам батаљона, две диверзантске и једну минерску чету, укупно 1570 бораца. Ноћу 10/11. септембра ликвидирала је непријатељева упоришта Плаве и Анхово, уништила железничку станицу Плаве, електричну централу Ложице и заробила 96 наоружаних италијанских фашиста. Дана 12. септембра уништила је упориште Добларји. До краја 1944. наизменично је дејствовала у долини Соче, на сектору Трновског гозда и Випавској долини.
Током почетка 1945. године наставила је дејствовање на подручју Трновског гозда и Випавске долине, али се проширила и на Чепованску долину, истичући се у многим борбама против немачких и квислиншких снага. Крајем априла 1945, бригада је у саставу 30. дивизије продрла преко Краса на линију Дутовље-Репентабор и затворила правац одступања немачких снага из Трста према Монфалконеу. Борбени пут бригада је завршила у Брдима, где је чистила и заробљавала преостале четничке групације.
Одликована је Орденом заслуга за народ и Ордена братства и јединства.